# نيك دوغلاس
نيك دوغلاس (بالإنجليزية: Nick Douglas)‏ هو عازف باس وكاتب أغاني أمريكي، ولد في 31 أغسطس 1967 في كامدن في الولايات المتحدة.

## وصلات خارجية
- نيك دوغلاس على موقع ميوزك برينز (الإنجليزية)